# Beşiktaş İnönü Stadion
A Beşiktaş Tüpraş Stadion (törökül: Beşiktaş Tüpraş Stadyumu, további nevein: Tüpraş Stadion vagy BJK Tüpraş Stadion; korábbi nevei: Dolmabahçe Stadyumu, Mithat Paşa Stadyumu) a Beşiktaş JK török labdarúgó-egyesület stadionja, mely Isztambul Beşiktaş negyedében található. Kapacitása összesen 32 086 fő. Tulajdonosa a török állam, de az 1998-ban az egyesülettel kötött lízingszerződés értelmében a stadion korlátlan használati joga a Beşiktaş JK-t illeti 49 évig.
A stadion Isztambul első modern stadionja volt, felépítése előtt a három nagy klubcsapat, a Beşiktaş, a Galatasaray és a Fenerbahçe a Taksim Stadionban játszottak, mely az oszmán-kori Taksim tüzérségi laktanya (Taksim Topçu Kışlası) falain belül épült, és a laktanya kerítését használták tribünként. 1939-ben a stadiont lebontották, helyén ma a Taksim park található. Az új stadion a Dolmabahçe palotától nem messze épült fel, és sokáig (az 1960-as évekig) mindhárom klubcsapat használta, amíg a rivális klubok stadionjai fel nem épültek.
Az Tüpraş Stadionban tartották a világ leghangosabb labdarúgó-mérkőzését egy Beşiktaş–Fenerbahçe találkozót, ahol a szurkolók 132 decibellel üvöltöttek.

## Felépítése
Az İnönü Stadion pályája 108 x 65 méteres, négy tribünblokkja van, a Kapalı (Fedett) az északi oldalon, 5881 férőhellyel - ez a tribün az úgynevezett „keménymag-szurkolók” kedvelt helye. Vele szemben található a Numaralı, azaz (Számozott) tribün,  ahol 5237 szurkoló fér el. A két kapu mögött található az Eski Açık (Régi nyitott) tribün 7962 férőhellyel, és a Yeni Açık (Új nyitott) tribün 13 065 férőhellyel. Az Eski Açık tribün két oldalán egy-egy torony magasodik.
A stadiont 2004-ben felújították, ekkor megduplázták a kijáratok számát, ami jelenleg 72, valamint előrébb hozták a tribünök korlátait, ami azt jelenti, hogy a szurkolók 2004 óta nem 12 méter, hanem 4 méter távolságból nézhetik a mérkőzéseket.

## Története
Az İnönü Stadiont az olasz Paolo Vietti-Violi tervezte, aki Şinasi Şahingiray és Fazıl Aysu török építészekkel dolgozott együtt a tervek előkészítésén. Az új stadion helyszínéül a Dolmabahçe palota istállóinak helyét választották. Az alapokat 1939. május 19-én rakták le, az építkezési munkálatok azonban a második világháború kitörése miatt elhúzódtak. Hivatalosan 1947. május 19-én avatta fel Törökország köztársasági elnöke, İsmet İnönü és Isztambul akkori főpolgármestere, Lütfi Kırdar. A stadion akkori befogadóképessége 16 ezer fős volt. Az eredeti tervek szerint az Eski Açık tribünnél két atléta bronzszobra állt volna, ám a kivitelezésre már nem maradt pénz. 1950-ben a stadiont kibővítették a Yeni Açık (Új nyitott) tribünnel, az építkezés miatt a stadion mögött álló olajfinomítót lebontották. Az eredetileg nyitott tribün 2004-ben önálló tetőrészt kapott.
Az első labdarúgó-mérkőzést a stadionban a Beşiktaş JK és a svéd AIK Fotboll játszotta 1947. november 27-én. Az első gólt Süleyman Seba szerezte, aki az 1980-as és 1990-es években a klub elnöke is volt. 1952-ben a stadiont Mithat pasa névre keresztelték, 1973 óta viseli az İnönü nevet.

## Zenei rendezvények
Az İnönü Stadionban több híres török és külföldi előadóművész lépett már fel. Az első koncertet Bryan Adams tartotta itt, 1992-ben. Többek között az alábbi művészek adtak koncertet az İnönü Stadionban:
- Bon Jovi
- Bryan Adams
- Guns N’ Roses
- Metallica
- Michael Jackson
- Madonna
- Tarkan

## Fejlesztési tervek
Az egyesület 2008 februárjában jelentette be nagyszabású, 120 millió dollár értékű átalakítási terveit, melyek szerint az építkezések 2008 júniusától 18 hónapon át fognak tartani. A stadion új, összecsukható üvegtetőt kap, melyre LED-ek segítségével bármilyen képet ki tudnak majd vetíteni. A férőhelyek számát 42 000-re növelik. A stadiont olyan komplexummá szándékoznak bővíteni, melyben helyet kap majd egy színház, egy konferencia-központ, egy ötcsillagos szálloda, egy bevásárlóközpont és egy 2700 férőhelyes parkoló is. Az átalakítások során a régi stadiont szinte teljes egészében lebontják majd, csak a műemléknek számító Eski Açık tribün és a tornyok maradnak meg.
Az átalakítás ideje alatt a klubcsapat az Atatürk Olimpiai Stadionban fog játszani.

## Lásd még
- Beşiktaş JK
- Török labdarúgó-stadionok listája